# Província de Darién
La província de Darién és una subdivisió de Panamà. Limita al nord amb la Província de Panamà, al sud amb el Departament de Chocó (Colòmbia) i a l'est amb les comarques indígenes de Kuna Yala i Emberá-Wounaan.

## Districtes i corregimientos de Darién
| Districtes | corregimientos | Capital de Districte   |
| ---------- | --- | ---------------------- |
| Chepigana  | La Palma, Camoganti, Chepigana, Garachiné, Jaqué, Puerto Piña, Río Congo, Río Iglesias, Sambú, Setegantí, Taimatí, Tucutí, Agua Fría, Cucunatí, Río Congo Arriba, Santa Fe | La Palma               |
| Pinogana   | El Real de Santa María, Boca de Cupe, Paya, Pinogana, Púcuro, Yape, Yaviza, Metetí, Wargandi                                                                               | El Real de Santa María |